# ヴィック＝ル＝コント
ヴィック＝ル＝コント （Vic-le-Comte）は、フランス、オーヴェルニュ＝ローヌ＝アルプ地域圏、ピュイ＝ド＝ドーム県のコミューン。

## 地理
ヴィック＝ル＝コントは、国立アリエ川谷自然保護区（fr）の中にある。クレルモン＝フェランの南東19.6kmの距離にある。直線距離ではイソワールの北11.1kmのところにある。面積の一部はコンテの森で覆われている。

## 歴史
かつてのオーヴェルニュ伯領の本拠地であった。
フランス革命後の国民公会時代、コミューンはヴィック＝シュル＝アリエ（Vic-sur-Allier）と呼ばれていた。

## 人口統計
| 1962年 | 1968年 | 1975年 | 1982年 | 1990年 | 1999年 | 2006年 | 2012年 |
| ------ | ------ | ------ | ------ | ------ | ------ | ------ | ------ |
| 2433   | 2627   | 3130   | 3755   | 4155   | 4404   | 4583   | 4910   |

source=1999年までLdh/EHESS/Cassini、2004年以降INSEE

## 史跡
オーヴェルニュ伯領時代の興味深い歴史的建造物が残っている · 。伯爵の城は要塞化された入り口の扉が残っている。
- サン・ピエール教会 - サント・シャペルの名で知られている。現在は教区教会である。サント・シャペルはかつて、オーヴェルニュ伯の城に属する礼拝堂で、1505年にオールバニ公ジョン・ステュアート（スコットランド王ジェームズ2世の孫）がオーヴェルニュ伯アンヌと結婚してから建設が始まった。サント・シャペルはパリのサント・シャペルの原型設計図を元にしており、4つの側廊を備えた身廊をもつ。聖ジャン・バティストおよび聖冠の2つに献堂されている。この建物はオーヴェルニュにおけるルネサンスの最高作品の1つである。
- サン・ジャン・バティスト教会 - 13世紀[7]
- ヴュー・マルシェ広場の泉[8]
- 中世からある木造の住宅[9]

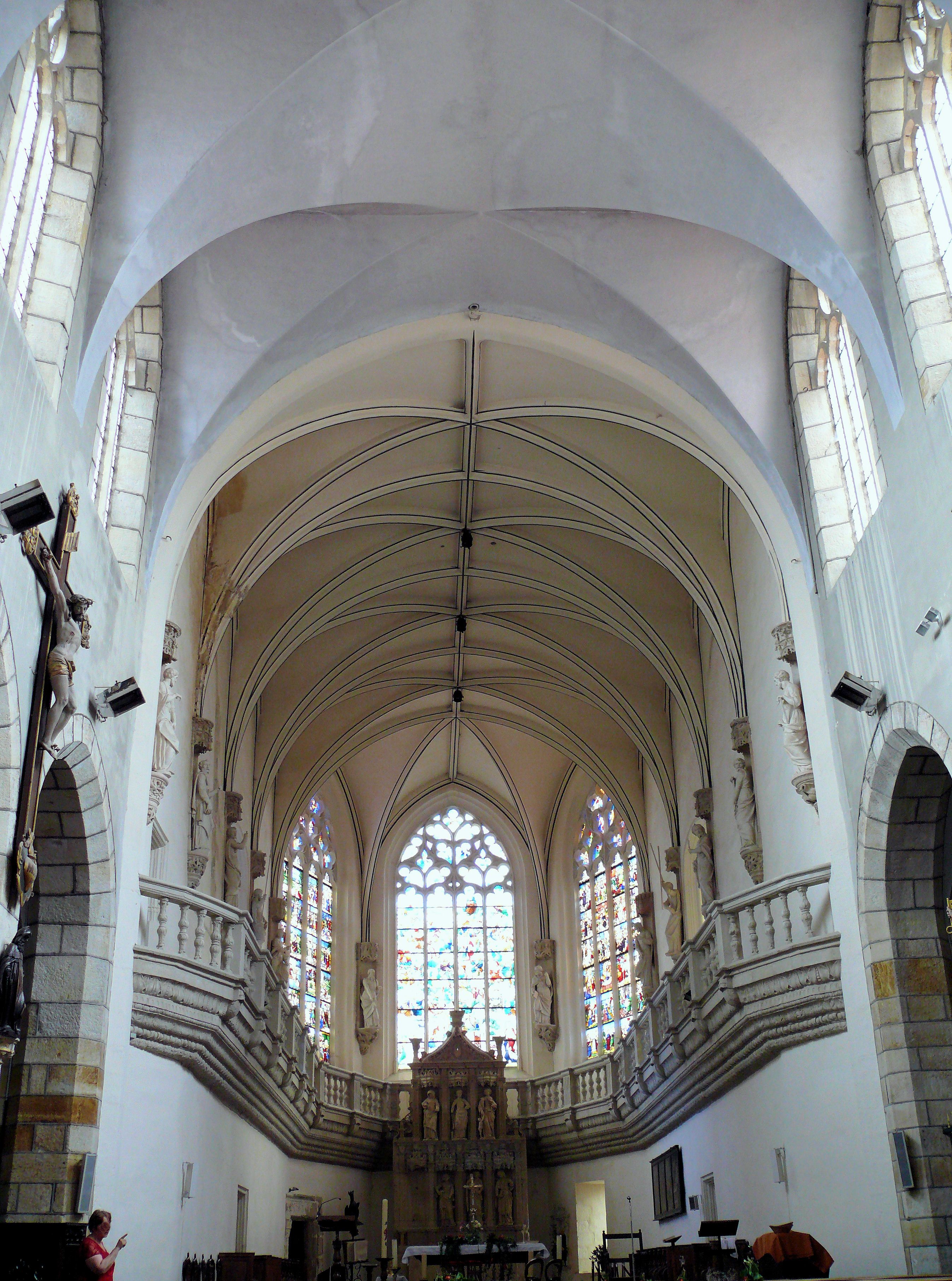
サント・シャペル
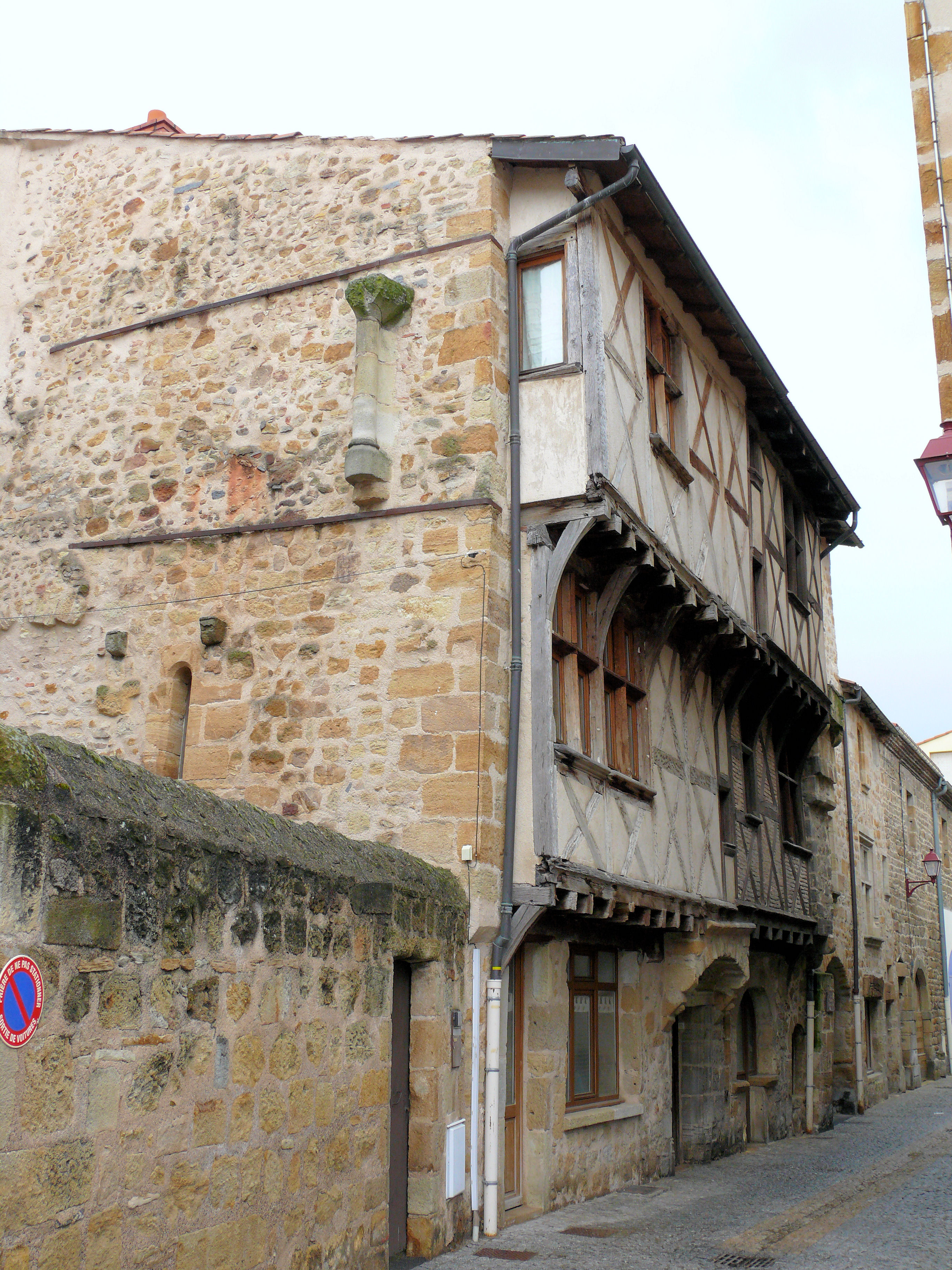
パレ通りの木造住宅
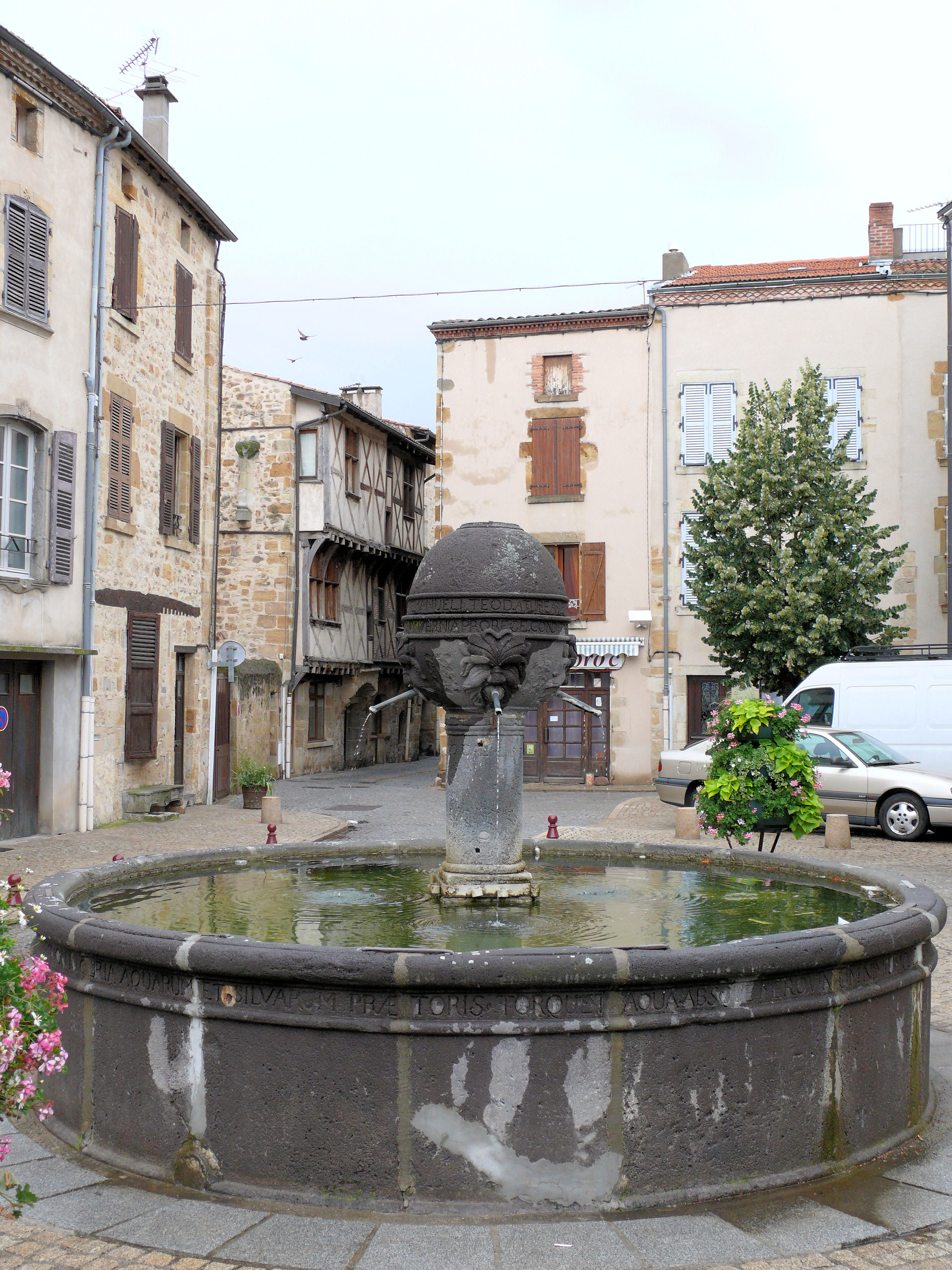
泉
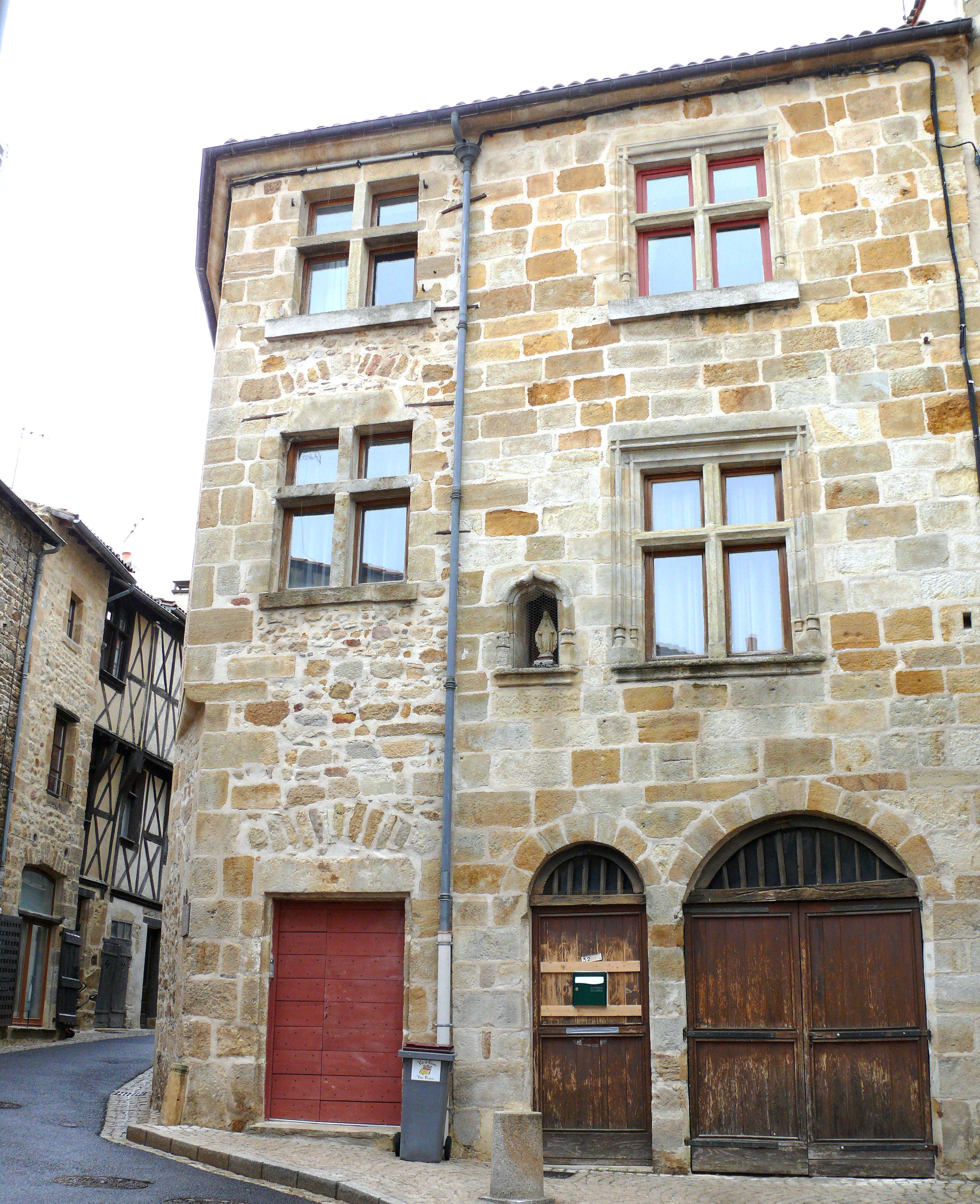
住宅
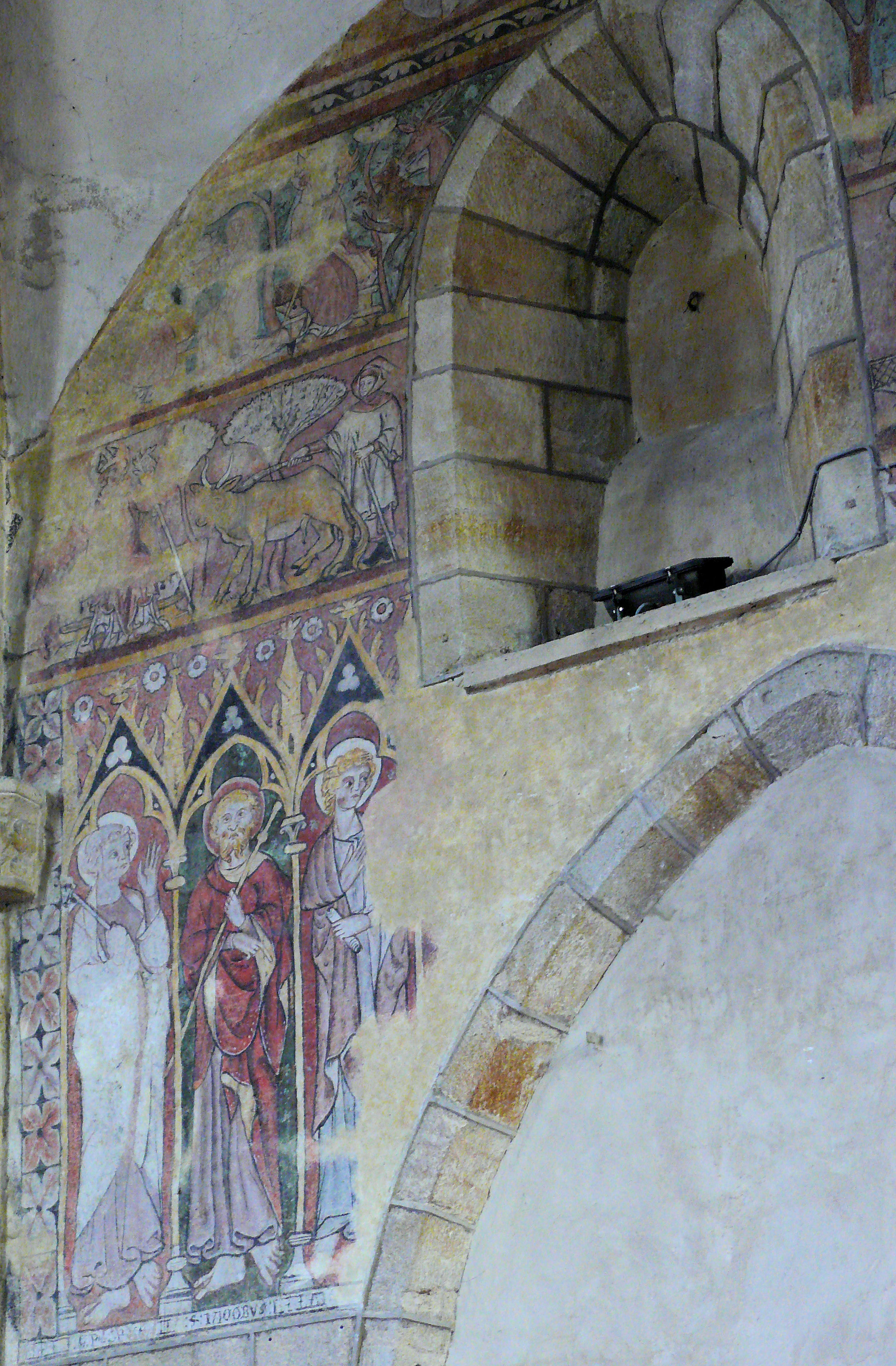
サン・ジャン・バティスト教会の壁画

## ゆかりの人物
- ジャン・バティスト・バルゴワン（fr） - カフェ経営で成功後、慈善活動家となる。クレルモン＝フェランのバルゴワン博物館の後援者。